# Craspedorrhynchus platystomus
Craspedorrhynchus platystomus är en insektsart som först beskrevs av Hermann Burmeister 1838.  Craspedorrhynchus platystomus ingår i släktet Craspedorrhynchus, och familjen fjäderlöss. Arten är reproducerande i Sverige.